# Borup (Minnesota)
Borup – miasto w Stanach Zjednoczonych, w stanie Minnesota, w hrabstwie Norman.